# Acontias breviceps
Acontias breviceps — вид сцинкоподібних ящірок родини сцинкових (Scincidae). Ендемік Південно-Африканської Республіки.

## Поширення і екологія
Acontias breviceps мешкають на східних і південних схилах Великого Уступу, зокрема в Драконових горах та в горах Аматоле. Вони живуть на високогірних луках, на висоті від 1300 до 2200 м над рівнем моря.